# Seznam svatých karmelitánů
Toto je seznam svatých a blahoslavených Karmelitánského řádu. V závorce je uveden datum svátku nebo připomenutí. OCarm. znamená řád karmelitánů.

## Svatí karmelitáni
- Sv. Albert Jeruzalémský (14.9.) - biskup OCarm.
- Sv. Albert z Trapani (7.8.) - řeholník a kněz OCarm.
- Sv. Andrea Corsini (6.1.) - biskup OCarm.
- Sv. Angel Jeruzalémský (5.5.) - řeholník a mučedník OCarm.
- Sv. Terezie Benedikta od Kříže (9.8.) - řeholnice a mučednice Bosých karmelitánů
- Sv. Eliáš (20.7.) - prorok
- Sv. Elíša (14.6.) - prorok
- Sv. Joachina de Vedruna (14.6.) - zakladatelka kongregace
- Sv. Jan od Kříže (14.12.) - zakladatel Bosých karmelitánů
- Sv. Marie Magdaléna de Pazzi (25.5.) - řeholnice OCarm.
- Sv. Nuno Álvares Pereira (1.11.) - řeholník OCarm.
- Sv. Petr Thomas (6.1.) - biskup OCarm.
- Sv. Šimon Stock (16.5.) - řeholník a kněz OCarm.
- Sv. Terezie Markéta Redi (7.3.) - řeholnice Bosých karmelitánů
- Sv. Terezie od Ježíše (15.10) - zakladatelka Bosých karmelitánů
- Sv. Terezie od Ježíše Fernandez Solar (12.4.) - řeholnice Bosých karmelitánů
- Sv. Terezie od Dítěte Ježíše (1.10.) - řeholnice Bosých karmelitánů
- Sv. Rafael Kalinowski (15.11.) - řeholník a kněz Bosých karmelitánů
- Sv. María de las Maravillas de Jesús (11.12.) - řeholnice Bosých karmelitánů

## Blahoslavení karmelitáni
- Bl. Alois Rabata (8.5.) - řeholník a kněz OCarm.
- Bl. Angel Augustin Mazzinghi (16.8.) - řeholník a kněz OCarm.
- Bl. Anna od sv. Bartoloměje (7.6.) - řeholnice Bosích karmelitánů
- Bl. Archangela Girlani (25.1.) - řeholnice OCarm.
- Bl. Bartoloměj Fanti (5.12.) - řeholník a kněz OCarm.
- Bl. Baptista Spagnoli (20.3.) - řeholník a kněz OCarm.
- Bl. Dionisius od narození Páně a Redemptus od Kříže (29.11.) - řeholníci a mučedníci Bosých karmelitánů
- Bl. Alžběta od Nejsvětější Trojice Catez (9.11.) - řeholnice Bosých karmelitánů
- Bl. Františka D'Amboise (4.11.) - vévodkyně z Bretaně a řeholnice
- Bl. Jana Scopelli (9.7.) - řeholnice OCarm.
- Bl. Josefa Naval Girbés (24.2.) - laika a karmelitánská terciářka
- Bl. Kuriakose Elias Chavara (3.1.) - kněz Karmelitánů Neposkvrněné Panny Marie a zakladatel kongregace
- Bl. Maria Mercè Prat i Prat (24.7.) - řeholnice a mučednice Společnosti Svaté Terezie od Ježíše
- Bl. Maria Pilar od Svatého Františka Borgie (24.7.) - řeholnice a mučednice Bosých karmelitánů
- Bl. Terezie od Dítěte Ježíše a Svatého Jana od Kříže (24.7.) - řeholnice a mučednice Bosých karmelitánů
- Bl. Maria od Andělů a Svatého Josefa (24.7.) - řeholnice a mučednice Bosých  karmelitánů
- Bl. Marie od Ježíše López de Rivas (13.9.) - řeholnice Bosých karmelitánů
- Bl. Marie od Ukřižovaného Ježíše (26.8) - řeholnice Bosých karmelitánů
- Bl. Marie od Andělů (16.12.) - řeholnice OCarm.
- Bl. Marie od Vtělení (18.4.) - řeholnice OCarm.
- Bl. Terezie od Svatého Augustina (17.7.) - řeholnice a mučednice Bosých karmelitánů
  - Bl. Henrieta od Ježíše - řeholnice a mučednice Bosých karmelitánů
  - Bl. Marie Brideau od Svatého Ludvíka - řeholnice a mučednice Bosých karmelitánů
  - Bl. Marie Anne Piedcourt od Ukřižovaného Ježíše - řeholnice a mučednice Bosých karmelitánů
  - Bl. Šarlota od Vzkříšení - řeholnice a mučednice Bosých karmelitánů
  - Bl. Eufrásie od Neposkvrněného početí - řeholnice a mučednice Bosých karmelitánů
  - Bl. Marie Dufour od Svaté Marty - řeholnice a mučednice Bosých karmelitánů
  - Bl. Julie Aloisie od Ježíše - řeholnice a mučednice Bosých karmelitánů
  - Bl. Terezie od Nejsvětějšího srdce Marie - řeholnice a mučednice Bosých karmelitánů
  - Bl. Terezie od Svatého Ignáce - řeholnice a mučednice Bosých karmelitánů
  - Bl. Marie od Svatého Ducha - řeholnice a mučednice Bosých karmelitánů
  - Bl. Marie Henrieta od Prozřetelnosti - řeholnice a mučednice Bosých karmelitánů
  - Bl. Elisabeth Julitte Verolot od Svatého Františka Xaverského - řeholnice a mučednice Bosých karmelitánů
  - Bl. Marie Genevieve Meunier - řeholnice a mučednice Bosých karmelitánů
  - Bl. Catherine Soiron - řeholnice a mučednice Bosých karmelitánů
  - Bl. Terezie Soiron - řeholnice a mučednice Bosých karmelitánů
- Bl. Titus Brandsma (26.7.) - řeholník a mučedník OCarm.
- Bl. Hilary Paweł Januszewski (25.3.) - kněz a mučedník OCarm.
- Bl. Alfons Maria Mazurek (28. 3.) - kněz a mučedník Bosých karmelitánů
- Bl. Daniel María Antón (11.12. a 18.8.) - klerik a mučedník OCarm.
- Bl. Silvano María Villanueva González (6.2. a 18.8.) - klerik a mučedník OCarm.
- Bl. Adalberto María Vicente y Vicente (23.4. a 18.8.) - klerik a mučedník OCarm.
- Bl. Aurelio María García Anton (14.8. a 18.8.) - klerik a mučedník OCarm.
- Bl. Francisco María Pérez y Pérez (30.1. a 18.8.) - klerik a mučedník OCarm.
- Bl. Angelo María Reguilón Lobato (1.6. a 18.8.) - klerik a mučedník OCarm.
- Bl. Bartolomé Fanti María Andrés Vecilla (26.8. a 18.8.) - klerik a mučedník OCarm.
- Bl. Ángel María Sánchez Rodríguez (2.8. a 18.8.) - klerik a mučedník OCarm.
- Bl. Alberto María Alemán (23.5. a 18.11) - kněz a mučedník OCarm.
- Bl. Ángel Maria Prat Hostench (30.4. a 29.7.) - kněz a mučedník OCarm.
- Bl. Eliseo María Maneus Besalduch (15.12. a 29.7.) - kněz a mučedník OCarm.
- Bl. Anastasi Maria Dorca Coromina (30.12. a 29.7.) - kněz a mučedník OCarm.
- Bl. Eduardo Maria Serrano Buj (21.12. a 29.7.) - kněz a mučedník OCarm.
- Bl. Pere Maria Ferrer Marín (1.6. a 29.7.) - klerik a mučedník OCarm.
- Bl. Andreu Corsino Maria Solé Rovira (23.1. a 29.7.) - klerik a mučedník OCarm.
- Bl. Miquel Maria Soler Sala (15.3. a 29.7.) - klerik a mučedník OCarm.
- Bl. Joan Maria Puigmitjá Rubió (16.4. a 29.7.) - klerik a mučedník OCarm.
- Bl. Pere Tomás Maria Prat Colldecarrera (4.8. a 29.7.) - klerik a mučedník OCarm.
- Bl. Eliseu Maria Fontdecava Quiroga (12.5. a 29.7.) - řeholník a mučedník OCarm.
- Bl. José María Escoto Ruiz (10.8. a 29.7.) - novic a mučedník OCarm.
- Bl. Elias Maria Garre Egea (9.10. a 29.7.) - novic a mučedník OCarm.
- Bl. Maria de Puiggraciós Badia Flaquer (28.8. a 13.8.) - řeholnice a mučednice OCarm.
- Bl. Eufrosí Maria Raga Nadal (28.12. a 6.10.) - klerik a mučedník OCarm.
- Bl. Ludovico María Ayet Canós (25.7. a 13.10.) - řeholník a mučedník OCarm.
- Bl. Ángel Maria Presta Batllé (17.2. a 13.10.) - řeholník a mučedník OCarm.
- Bl. Ferran Maria Llovera Pulgsech (19.3. a 22.11.) - kněz a mučedník OCarm.
- Bl. José María Mateos Carballido (19.3. a 22.7.) - kněz a mučedník OCarm.
- Bl. Eliseo María Durán Cintas (25.1. a 22.7.) - kněz a mučedník OCarm.
- Bl. Ramón María Pérez Sousa (1.8. a 22.7.) - řeholník a mučedník OCarm.
- Bl. Jaime María Carretero Rojas (27.4. a 22.7.) - klerik a mučedník OCarm.
- Bl. José María González Delgado (26.2. a 27.7.) - kněz a mučedník OCarm.
- Bl. Pedro Velasco Narbona (12.10. a  ?.7.) - postulant a mučedník OCarm.
- Bl. Antonio María Martín Povea (27.11. a 14.8.) - řeholník a mučedník OCarm.
- Bl. Eliseo María Camargo Montes (4.6. a 18.8.) - řeholník a mučedník OCarm.
- Bl. José María Ruiz Cardeñosa (26.7. a 18.8.) - řeholník a mučedník OCarm.
- Bl. Carmelo María Moyano Linares (10.6. a 23.9.) - kněz a mučedník OCarm.
- Bl. Ángel od Svatého Josefa (10.10. a 25.7.) - řeholník a mučedník Bosých karmelitánů
- Bl. Vincenc od Kříže (29.9. a 25.7.) - kněz a mučedník Bosých karmelitánů
- Bl. Karel od Ježíše Marie (9.4. a 12.8.) - řeholník a mučedník Bosých Karmelitánů

- Bl. Julius Alameda Camarero (28.5. a 11.11.) - řeholník a mučedník Kongregace Terciárních Karmelitánů od Vzdělání
- Bl. Josef Cecil od Ježíše a Marie (7.2. a 11.11.) - řeholník a mučedník Bosých karmelitánů
- Bl. Elipius od Svaté Růženy (16.10. a 11.11.) - kněz a mučedník Bosých karmelitánů
- Bl. Lluís Domingo Oliva (11.1. a 11.11.) - řeholník a mučedník Kongregace Terciárních Karmelitánů od Vzdělání
- Bl. Petr od Svatého Eliáše (22.2. a 11.11.) - kněz a mučedník Bosých karmelitánů
- Bl. Damián od Nejsvětější Trojice (18.5. a 11.11.) - řeholník a mučedník Bosých karmelitánů
- Bl. Isidre Tarsá Giribets (3.2. a 11.11.) - řeholník a mučedník Kongregace Terciárních Karmelitánů od Vzdělání
- Bl. Bonaventura Toldrà Rodon (31.3. a 11.11.) - řeholník a mučedník Kongregace Terciárních Karmelitánů od Vzdělání
- Bl. Eusebius od Dítěte Ježíše (21.2. a 22.7.) - kněz a mučedník Bosých karmelitánů
- Bl. Klement od Nejsvětějšího Srdce (25.11. a 22.7.) - novic a mučedník Bosých karmelitánů

- Bl. Hermilius od Svatého Elíši (14.4. a 22.7.) - klerik a mučedník Bosých karmelitánů
- Bl. Elíša od Ukřižovaného Ježíše (26.12. a 22.7.) - klerik a mučedník Bosých karmelitánů
- Bl. Perfectus od Panny Marie Karmelské (18.4. a 22.7.) - klerik a mučedník Bosých karmelitánů
- Bl. Josef Augustin od Nejsvětější Svátosti (17.9. a 22.7.) - klerik a mučedník Bosých karmelitánů
- Bl. Josef María od Bolestné Matky (3.8. a 30.7.) - řeholník a mučedník Bosých karmelitánů
- Bl. Constantius od Svatého Josefa (23.8. a 30.7.) - klerik a mučedník Bosých karmelitánů
- Bl. Nazarius od Nejsvětějšího Srdce (28.7. a 31.7.) - kněz a mučedník Bosých karmelitánů
- Bl. Petr Josef od Nejsvětějších Srdcí (22.2. a 31.7.) - kněz a mučedník Bosých karmelitánů
- Bl. Ramón od Panny Marie Karmelské (29.3. a 31.7.) - kněz a mučedník Bosých karmelitánů
- Bl. Daniel od Utrpení (17.2. a 31.7.) - řeholník a mučedník Bosých karmelitánů
- Bl. Félix od Panny Marie Karmelské (9.1. a 31.7.) - klerik a mučedník Bosých karmelitánů
- Bl. Placidus od Dítěte Ježíše (25.1. a 31.7.) - klerik a mučedník Bosých karmelitánů
- Bl. Melichar od Dítěte Ježíše (18.7. a 31.7.) - klerik a mučedník Bosých karmelitánů
- Bl. Tirsus od Ježíše a Marie (19.4. a 7.9.) - kněz a mučedník Bosých karmelitánů
- Bl. Jan od Ježíše (19.8. a 24.7.) - kněz a mučedník Bosých karmelitánů
- Bl. Bartoloměj od Utrpení (14.9. a 24.7.) - řeholník a mučedník Bosých karmelitánů
- Bl. Silverius od Svatého Aloise Gonzagy (12.3. a 20.8.) - kněz a mučedník Bosých karmelitánů
- Bl. František od Nanebevzetí (25.5. a 20.8.) - kněz a mučedník Bosých karmelitánů
- Bl. Elvira od Narození Naší Paní (29.6. a 19.8.) - řeholnice a mučednice Kongregace Sester Karmelitek od Lásky
- Bl. Růžena od Naší Paní Dobré rady (5.12. a 19.8.) - řeholnice a mučednice Kongregace Sester Karmelitek od Lásky
- Bl. Maria od Naší Paní od Prozřetelnosti (18.12. a 19.8.) - řeholnice a mučednice Kongregace Sester Karmelitek od Lásky
- Bl. María Desamparados od Nejsvětější Svátosti (13.12. a 19.8.) - řeholnice a mučednice Kongregace Sester Karmelitek od Lásky
- Bl. Františka od Svaté Terezie (9.3. a 19.8.) - řeholnice a mučednice Kongregace Sester Karmelitek od Lásky
- Bl. Terezie od Dobrého Pastýře (5.2. a 19.8.) - řeholnice a mučednice Kongregace Sester Karmelitek od Lásky
- Bl. Agueda od Naší Ctnostné Paní (5.1. a 19.8.) - řeholnice a mučednice Kongregace Sester Karmelitek od Lásky
- Bl. María Dolores od Svatého Františka Xaverského (31.1. a 19.8.) - řeholnice a mučednice Kongregace Sester Karmelitek od Lásky
- Bl. María De Las Nieves od Nejsvětější Trojice (17.9. a 19.8.) - řeholnice a mučednice Kongregace Sester Karmelitek od Lásky
- Bl. Ascensión od Svatého Josefa Kalasanského (21.5. a 7.9.) - řeholnice a mučednice Kongregace Sester Karmelitek od Lásky
- Bl. Purificación od Svatého Josefa (3.2. a 23.9.) - řeholnice a mučednice Kongregace Sester Karmelitek od Lásky
- Bl. María Josefa od Svaté Sofie (30.4. a 23.9.) - řeholnice a mučednice Kongregace Sester Karmelitek od Lásky
- Bl. Niceta od Svatého Prudencia (31.10. a 24.11.) - řeholnice a mučednice Kongregace Sester Karmelitek od Lásky
- Bl. Pavla od Svaté Anastázie (28.6. a 24.11.) - řeholnice a mučednice Kongregace Sester Karmelitek od Lásky
- Bl. Antonie od Svatého Timotea (17.1. a 24.11.) - řeholnice a mučednice Kongregace Sester Karmelitek od Lásky
- Bl. Daría od Svaté Sofie (8.9. a 24.11.) - řeholnice a mučednice Kongregace Sester Karmelitek od Lásky
- Bl. Erundina od Panny Marie Karmelské (23.7. a 24.11.) - řeholnice a mučednice Kongregace Sester Karmelitek od Lásky
- Bl. María Consuelo od Nejsvětější Svátosti (2.1. a 24.11.) - řeholnice a mučednice Kongregace Sester Karmelitek od Lásky
- Bl. María Concepción od Svatého Ignáce (8.2. a 24.11.) - řeholnice a mučednice Kongregace Sester Karmelitek od Lásky
- Bl. Feliciana od Panny Marie Karmelské (8.3. a 24.11.) - řeholnice a mučednice Kongregace Sester Karmelitek od Lásky
- Bl. Concepción od Svaté Magdalény (13.12. a 24.11.) - řeholnice a mučednice Kongregace Sester Karmelitek od Lásky
- Bl. Justa od Neposkvrněné (13.7. a 24.11.) - řeholnice a mučednice Kongregace Sester Karmelitek od Lásky
- Bl. Klára od Naší Paní Naděje (17.8. a 24.11.) - řeholnice a mučednice Kongregace Sester Karmelitek od Lásky
- Bl. Cándida od Panny Marie Andělské (5.1. a 24.11.) - řeholnice a mučednice Kongregace Sester Karmelitek od Lásky
- Bl. Ana od Ježíše (25.11.) - řeholnice Bosých karmelitánů
- Bl. Lluc od Svatého Josefa (14.12. a 20.7.) - kněz a mučedník Bosých karmelitánů
- Bl. Jordi od Svatého Josefa (6.9. a 20.7.) - kněz a mučedník Bosých karmelitánů
- Bl. Jan Josef od Ukřižovaného Ježíše (19.8. a 20.7.) - kněz a mučedník Bosých karmelitánů
- Bl. Jakub od Svaté Terezie (25.7. a 24.7.) - kněz a mučedník Bosých karmelitánů
- Bl. Romuald od Svaté Kateřiny (3.2. a 24.7.) - kněz a mučedník Bosých karmelitánů
- Bl. Eduard od Dítěte Ježíše (3.4. a 25.7.) - kněz a mučedník Bosých karmelitánů
- Bl. Gabriel od Zvěstování (12.10. a 25.7.) - kněz a mučedník Bosých karmelitánů
- Bl. Esperanza od Kříže (27.2. a 31.7.) - řeholnice a mučednice Kongregace Misionářek Karmelitek
- Bl. Maria Refugi od Svatého Angela (20.4. a 31.7.) - řeholnice a mučednice Kongregace Misionářek Karmelitek
- Bl. Daniela od Svatého Barnabáše (4.4. a 31.7.) - řeholnice a mučednice Kongregace Misionářek Karmelitek
- Bl. Gabriela od Svatého Jana od Kříže (18.7. a 31.7.) - řeholnice a mučednice Kongregace Misionářek Karmelitek
- Bl. Marçal od Svaté Anny (2.3. a ?.?.) - řeholník a mučedník Bosých karmelitánů
- Bl. Antonín Maria od Ježíše (20.3. a 7.9.) - kněz a mučedník Bosých karmelitánů
- Bl. Apolonie od Nejsvětější Svátosti (18.4. a 8.9.) - řeholnice a mučednice Kongregace Sester Karmelitek od Lásky
- Bl. Jáchym od Svatého Josefa (23.12. a 28.9.) - řeholník a mučedník Bosých karmelitánů
- Bl. Petr Tomáš od Panny Marie Pillarské (26.4. a 10.10.) - kněz a mučedník Bosých karmelitánů
- Bl. Ludvík María od Panny Marie Milosrdné (13.6. a 22.10.) - kněz a mučedník Bosých karmelitánů
- Bl. Alfons od Mariina Srdce (19.5. a 25.10.) - kněz a mučedník Bosých karmelitánů
- Bl. Josef Marián od Andělů (24.11. a 17.12.) - kněz a mučedník Bosých karmelitánů
- Bl. María Sagrario od Svatého Aloise Gonzagi (8.1. a 15.8.) - řeholnice a mučednice Bosých karmelitánů
- Bl. María Pilar od Svatého Františka Borgii (20.12. a 24.7.) - řeholnice a mučednice Bosých karmelitánů
- Bl. Terezie od Dítěte Ježíše a Svatého Jana od Kříže (5.3. a 24.7.) - řeholnice a mučednice Bosých karmelitánů
- Bl. María Angeles Svatého Josefa (6.3. a 24.7.) - řeholnice a mučednice Bosých karmelitánů
- Bl. Eufrasius od Dítěte Ježíše (8.2. a 12.10.) - kněz a mučedník Bosých karmelitánů